# Избори за заступнике у Хрватски сабор 2007.
Редовне, шесте, изборе за заступнике у Хрватски сабор расписао је председник Републике Хрватске − Стјепан Месић, 17. октобра 2007, након што је Сабор распуштен 12. октобра, пошто је истекао његов четворогодишњи мандат. Избори су одржани 25. новембра 2007. године, а на бирачким местима у иностранству и 24. новембра. Током оба дана, бирачка места су била отворена од 7 до 19 часова.
Избори су спроведени у десет изборних јединица у Републици Хрватској, док су једанаесту изборну јединицу чинила бирачка места у иностранству, а дванаеста је била намењена представницима националних мањина. У свакој изборној јединици, цензус је износио 5% важећих гласова бирача, а у Сабор се, према Уставу, могло изабрати од 100 до 160 заступника.
Укупно су изабрана 153 заступника, од чега највише из Хрватске демократске заједнице – 66 и из Социјалдемократске партије Хрватске – 56.

## Прописи

### Изборне јединице
Према Закону о изборним јединицама из 1999. године, територија Хрватске је подељена у 10 изборних јединица:
- I - северозапад Загребачке жупаније и западни део града Загреба;
- II - исток Загребачке жупаније, источни део града Загреба, Копривничко-крижевачка и Бјеловарско-билогорска жупанија:
- III - Крапинско-загорска, Вараждинска и Међимурска жупанија;
- IV - Вировитичко-подравска и Осјечко-барањска жупанија;
- V - Пожешко-славонска, Бродско-посавска и Вуковарско-сремска жупанија;
- VI - југоисток Загребачке жупаније, југоисточни део града Загреба и Сисачко-мославачка жупанија;
- VII - југозапад Загребачке жупаније, јужни део града Загреба, Карловачка и исток Приморско-горанске жупаније;
- VIII - Истарска и запад Приморско-горанске жупаније;
- IX - Личко-сењска, Задарска, Шибенско-книнска и север Сплитско-далматинске жупаније;
- X - југ Сплитско-далматинске жупаније и Дубровачко-неретванска жупанија.

Осим ових, постојале су и две посебне изборне јединице:
- XI - за хрватске држављане с пребивалиштем ван Хрватске;
- XII - за припаднике аутохтоних националних мањина, на целој територији Хрватске.

### Број бирача и бирачких места
За ове изборе, регистровано је 4.073.294 бирача с пребивалиштем у Хрватској и 405.092 у иностранству. У Хрватској се гласало на 6.707 бирачких места, а у иностранству − на 265, у 53 државе.

### Предизборна тишина
Предизборна тишина, током које није дозвољено пропагирање изборних листа ни објављивање процена резултата избора, трајала је од 24. новембра у 0:00 до затварања бирачких места. Предизборна тишина у иностранству почела је 23. новембра у 0:00 часова.

## Резултати
Дана 27. новембра, Државно изборно поверенство је објавило привремене резултате избора. Гласање је, због неправилности, поновљено на пет бирачких места, 9. децембра, а коначни резултати избора објављени су 17. децембра. Према њима, шести сазив Сабора чине 153 заступника:
| Р               | Изборна листа                                                                | Изборне јединице | Изборне јединице | Изборне јединице | Изборне јединице | Изборне јединице | Изборне јединице | Изборне јединице | Изборне јединице | Изборне јединице | Изборне јединице | Изборне јединице | Изборне јединице | Изборне јединице | Изборне јединице | Изборне јединице | Изборне јединице | Изборне јединице | Изборне јединице | Изборне јединице | Изборне јединице | Изборне јединице | Изборне јединице | Гласова | Заступника |
| --------------- | ---------------------------------------------------------------------------- | ---------------- | ---------------- | ---------------- | ---------------- | ---------------- | ---------------- | ---------------- | ---------------- | ---------------- | ---------------- | ---------------- | ---------------- | ---------------- | ---------------- | ---------------- | ---------------- | ---------------- | ---------------- | ---------------- | ---------------- | ---------------- | ---------------- | ------- | ---------- |
| Р               | Изборна листа                                                                | I                | I                | II               | II               | III              | III              | IV               | IV               | V                | V                | VI               | VI               | VII              | VII              | VIII             | VIII             | IX               | IX               | X                | X                | XI               | XI               | Гласова | Заступника |
| Р               | Изборна листа                                                                | %                | з                | %                | з                | %                | з                | %                | з                | %                | з                | %                | з                | %                | з                | %                | з                | %                | з                | %                | з                | %                | з                | Гласова | Заступника |
| 1.              | Хрватска демократска заједница - ХДЗ                                         | 31,04            | 5                | 31,84            | 5                | 23,85            | 4                | 31,20            | 6                | 42,75            | 8                | 34,23            | 6                | 35,14            | 6                | 21,17            | 3                | 52,09            | 10               | 44,57            | 8                | 81,92            | 5                | 907.743 | 66         |
| 2.              | Социјалдемократска партија Хрватске - СДП                                    | 42,06            | 8                | 33,33            | 6                | 30,79            | 5                | 26,80            | 5                | 26,70            | 4                | 36,08            | 6                | 36,90            | 6                | 40,99            | 7                | 22,66            | 4                | 28,27            | 5                | -                | -                | 776.690 | 56         |
| 3.              | Хрватска сељачка странка - Хрватска социјално-либерална странка - ХСС - ХСЛС | 4,381            | 0                | 16,53            | 3                | 9,952            | 1                | 4,04             | 0                | 5,54             | 1                | 8,27             | 1                | 6,493            | 1                | 2,933            | 0                | 3,29             | 0                | 5,70             | 1                | -                | -                | 161.814 | 8          |
| 4.              | Хрватска народна странка - либерални демократи - ХНС                         | 6,43             | 1                | 4,47             | 0                | 25,34            | 4                | 4,64             | 0                | 4,31             | 0                | 5,42             | 1                | 5,52             | 1                | 5,20             | 0                | 3,79             | 0                | 4,83             | 0                | -                | -                | 168.440 | 7          |
| 5.              | Хрватски демократски савез Славоније и Барање - ХДССБ                        | -                | -                | -                | -                | -                | -                | 15,23            | 2                | 6,01             | 1                | -                | -                | -                | -                | -                | -                | -                | -                | -                | -                | -                | -                | 44.552  | 3          |
| 6.              | Истарски демократски сабор - ИДС                                             | -                | -                | -                | -                | -                | -                | -                | -                | -                | -                | -                | -                | -                | -                | 16,18            | 3                | -                | -                | -                | -                | -                | -                | 38.267  | 3          |
| 7.              | Хрватска странка умировљеника - ХСУ                                          | 4,87             | 0                | 4,29             | 0                | 3,53             | 0                | 4,89             | 0                | 3,71             | 0                | 4,44             | 0                | 4,53             | 0                | 5,85             | 1                | 3,37             | 0                | 3,03             | 0                | -                | -                | 101.091 | 1          |
| 8.              | Хрватска странка права - ХСП                                                 | 2,40             | 0                | 2,93             | 0                | 1,67             | 0                | 7,98             | 1                | 5,19             | 0                | 3,44             | 0                | 3,25             | 0                | 1,81             | 0                | 3,42             | 0                | 3,49             | 0                | 4,30             | 0                | 86.865  | 1          |
| 9.              | Независна листа - Јерко Ивановић Лијановић                                   | -                | -                | -                | -                | -                | -                | -                | -                | -                | -                | -                | -                | -                | -                | -                | -                | -                | -                | -                | -                | 10,07            | 0                | 9.024   | 0          |
| Излазност (у %) | Излазност (у %)                                                              | 67,40            | 67,40            | 63,62            | 63,62            | 68,04            | 68,04            | 63,10            | 63,10            | 58,02            | 58,02            | 62,98            | 62,98            | 65,43            | 65,43            | 62,24            | 62,24            | 60,42            | 60,42            | 63,31            | 63,31            | 22,32            | 22,32            |         |            |
| * - наведене су само изборне листе које су прешле изборни праг од 5% у бар једној изборној јединици |  | 1 - заједно са Загорском странком и Загорском демократском странком |
| Р - редни број, према броју освојених мандата и гласова                                             |  | 2 - заједно са Загорском демократском странком                      |
| % - проценат освојених гласова у изборној јединици                                                  |  | 3 - заједно са Приморско-горанским савезом                          |
| з - број заступника из изборне јединице                                                             |  |                                                                     |
У XII изборној јединици, изабрани су следећи заступници:
| Листа кандидата | Заступник                                          | Странка                               |
| --- | -------------------------------------------------- | ------------------------------------- |
| српске мањине (резултати)                                                                                               | Милорад Пуповац Војислав Станимировић Ратко Гајица | Самостална демократска српска странка |
| мађарске мањине | Денеш Шоја                                         | Савез мађарских удруга                |
| италијанске мањине | Фурио Радин                                        | независни кандидат                    |
| чешке и словачке мањине                                                                                                 | Зденка Чухнил                                      | независна кандидаткиња                |
| аустријске, бугарске, влашке, јеврејске, немачке, пољске, ромске, румунске, русинске, руске, турске и украјинске мањине | Назиф Мемеди                                       | Мрежа ромских удруга                  |
| албанске, бошњачке, македонске, словеначке и црногорске мањине                                                          | Шемсо Танковић                                     | Странка демократске акције Хрватске   |
- ХДЗ (66)
- ХСС (6)
- ХСЛС (2)
- СДАХ (1)
- ХСУ (1)
- СДП (56)
- ХНС (7)
- ИДС (3)
- ХДССБ (3)
- СДСС (3)
- ХСП (1)
- Независни заступници (4)

## Истраживања јавног мњења - предвиђања резултата избора
Истраживања агенција за истраживање јавног мњења предвиђала су следеће резултате избора:
| Истраживач    | Извор | Период    | СДП    | ХДЗ   | ХСС-ХСЛС-ПГС | ХСУ  | ХНС  | ХСП  | ДЦ   | ИДС  | ХДССБ | СБХС | МДС  |
| ------------- | ----- | --------- | ------ | ----- | ------------ | ---- | ---- | ---- | ---- | ---- | ----- | ---- | ---- |
| Пулс          | *     | окт 2007. | 30,3%  | 30,3% | 5,5%         | 5,3% | 5,3% | 4,6% | 2,8% | 1,9% | 0,9%  | 0,4% | 0,1% |
| Media meter   | *     | нов 2007. | 36,23% | 33,9% | 5,4%         | 5,7% | 6,8% | 5,2% | 0,4% | 1,3% | 0,8%  | -    | -    |
| Mediana Fides | *     | нов 2007. | 29,3%  | 33,6% | 6,7%         | 5,3% | 6,1% | 4,2% | 0,9% | 1,3% | 0,8%  | -    | -    |
| Пулс          | *     | нов 2007. | 33,4%  | 32,5% | 6,6%         | 4,8% | 5,9% | 3,8% | 1,1% | 1,5% | 0,9%  | -    | -    |
* Истраживање спроведено само за изборне јединице 1 − 10

## Последице избора
Дана 15. децембра 2007, Иво Санадер, председник Хрватске демократске заједнице и дотадашњи премијер Хрватске, добио је од председника Хрватске мандат за састављање Владе.
Шести сазив Хрватског сабора конституисан је 11. јануара 2008. За председника Сабора изабран је Лука Бебић из ХДЗ-а, а за потпредседнике: Владимир Шекс (ХДЗ), Иван Јарњак (ХДЗ) и Јосип Фришчић (ХСС).
На другој седници, 12. јануара, Сабор је, са 82 гласа за и 62 гласа против изгласао поверење новој Влади коју чине ХДЗ, ХСС, ХСЛС и СДСС и која има 15 министарстава, два више него претходна. Подршку Влади дали су и остали заступници националних мањина, као и ХСУ.